# 6851 Chianti
6851 Chianti eller 1981 RO1 är en asteroid i huvudbältet som upptäcktes den 1 september 1981 av den belgiske astronomen Henri Debehogne vid La Silla-observatoriet. Den är uppkallad efter Chianti i Italien.
Asteroiden har en diameter på ungefär 3 kilometer.